# Udatna dvoudomá
Udatna dvoudomá (Aruncus dioicus) je druh rostlin patřící do čeledě růžovité (Rosaceae). Roste planě na vlhkých polostinných místech. Rostlina tvoří až 2m vysoké, mohutné, vzpřímené, husté keře, olistěné velkými dvojitě až trojitě zpeřenými listy, složenými z vejčitých ostře pilovitých lístků. Mírně větvené lodyhy jsou zakončeny velkými latami klasovitých hroznů s drobnými smetanově bílými květy. Květy jsou drobné, žlutobílé, jednopohlavné, většinou dvoudomé. Kvete od května do července, plodem je měchýřek.
Pochází ze severní polokoule, je rozšířená v oblastech Severní Ameriky.